# Melchior Wańkowicz
Melchior Wańkowicz (ur. 29 grudnia 1891?/10 stycznia 1892 w Kałużycach, zm. 10 września 1974 w Warszawie) – polski pisarz, dziennikarz, reportażysta i publicysta.
Debiutował artykułami w prasie jeszcze pod zaborem rosyjskim. Pierwsze tomy reportaży i wspomnień (W kościołach Meksyku, Szczenięce lata, Opierzona rewolucja) wydał w okresie międzywojennym. Podczas II wojny światowej pracował jako korespondent wojenny przy II Korpusie Polskim gen. Władysława Andersa, bezpośrednio po wojnie wydał swoją najbardziej znaną książkę – Bitwę o Monte Cassino – dzieło o największej bitwie tego korpusu w 1944 roku. Wydarzeniom wojennym poświęcił też m.in. tomy Wrzesień żagwiący, który przyczynił się do powstania i umocnienia legendy obrony Westerplatte; Hubalczyków i Ziele na kraterze. Bezpośrednio po wojnie przebywał na emigracji, w 1958 roku powrócił do Polski, która była już wtedy rządzona przez reżim komunistyczny. W roku 1964 podpisał tzw. List 34, z protestem m.in. przeciwko cenzurze, przez co naraził się na kilkutygodniowy areszt i proces sądowy. We wczesnym okresie twórczości używał też niekiedy pseudonimu Jerzy Łużyc. Uważany jest za jednego z najwybitniejszych reportażystów w historii literatury polskiej.

## Życie pod zaborami

### Dzieciństwo i lata szkolne

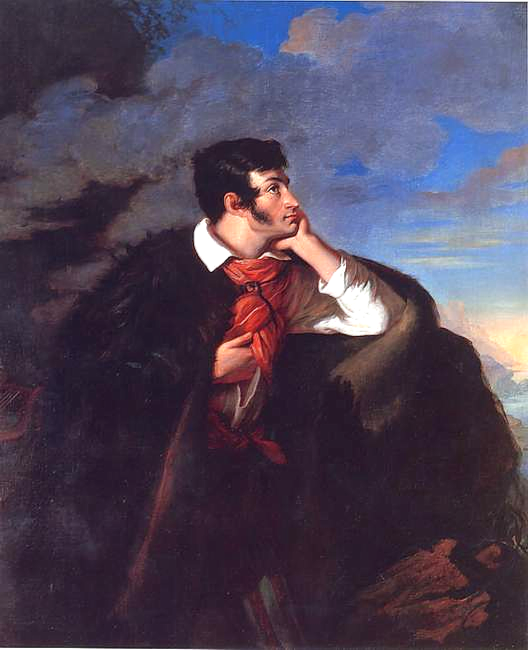
Walenty Wańkowicz, Portret Adama Mickiewicza na Judahu skale, 1827–1828

Melchior Wańkowicz pochodził z rodziny ziemiańskiej, pieczętującej się herbem Wańkowicz (odmiana herbu Lis), zasłużonej dla obrony polskości na Kresach. Jednym z jego krewnych był malarz romantyczny Walenty Wańkowicz, przyjaciel Adama Mickiewicza i autor jednego ze znanych portretów poety. Ojciec przyszłego pisarza, który za udział w powstaniu styczniowym został zesłany na Syberię, również miał na imię Melchior (był właścicielem majątku Kalużyce w powiecie ihumeńskim na Mińszczyźnie). Po powrocie z zesłania w 1875 Melchior senior ożenił się z Marią Szwoynicką, córką Konstantego z Nowotrzeb, z którą miał czworo dzieci – Czesława (1876–1912), Witolda (1882–1944), Reginę (1883–1963) i Melchiora. Bratem Marii był Roman Szwoynicki, malarz.
Melchior – najmłodszy z rodzeństwa – urodził się w Kalużycach 10 stycznia 1892 (26 grudnia 1891 według kalendarza juliańskiego). Rodziców właściwie nie znał – ojciec Melchiora zmarł już w dwa miesiące po narodzinach syna, matka umarła w 1895, kiedy jej najmłodszy syn miał trzy lata. Po śmierci matki decyzją „rady familijnej” Melchior został oddany na wychowanie do majątku babki na Kowieńszczyźnie, co tak później opisał we wspomnieniowej książce Szczenięce lata, wydanej w 1934:

Po śmierci rodziców „opieka”, złożona z dwóch poważnych sąsiadów, wysłała mię, jako dwuletniego dzieciaka, z ojcowskich Kalużyc w powiecie ihumeńskim ziemi mińskiej – do majątku babki w Kowieńszczyźnie, „bo to, panie, odpowiedzialność chować chłopca przez guwernerów, a do tego jeszcze Melchiorowicza” [...] Majątek babki, matczyne Nowotrzeby, [...] dzierżony był od czterech pokoleń w rękach matriarchatu, tak się bowiem składało, że przechodził w linii kobiecej z matki na córkę, z babki na wnuczkę. A że dziedziczki żyły krzepko i długo, rękę zaś miały twardą i zwyczaje starodawne, zachował się w Nowotrzebach obyczaj żywcem przeniesiony z początków XVIII stulecia

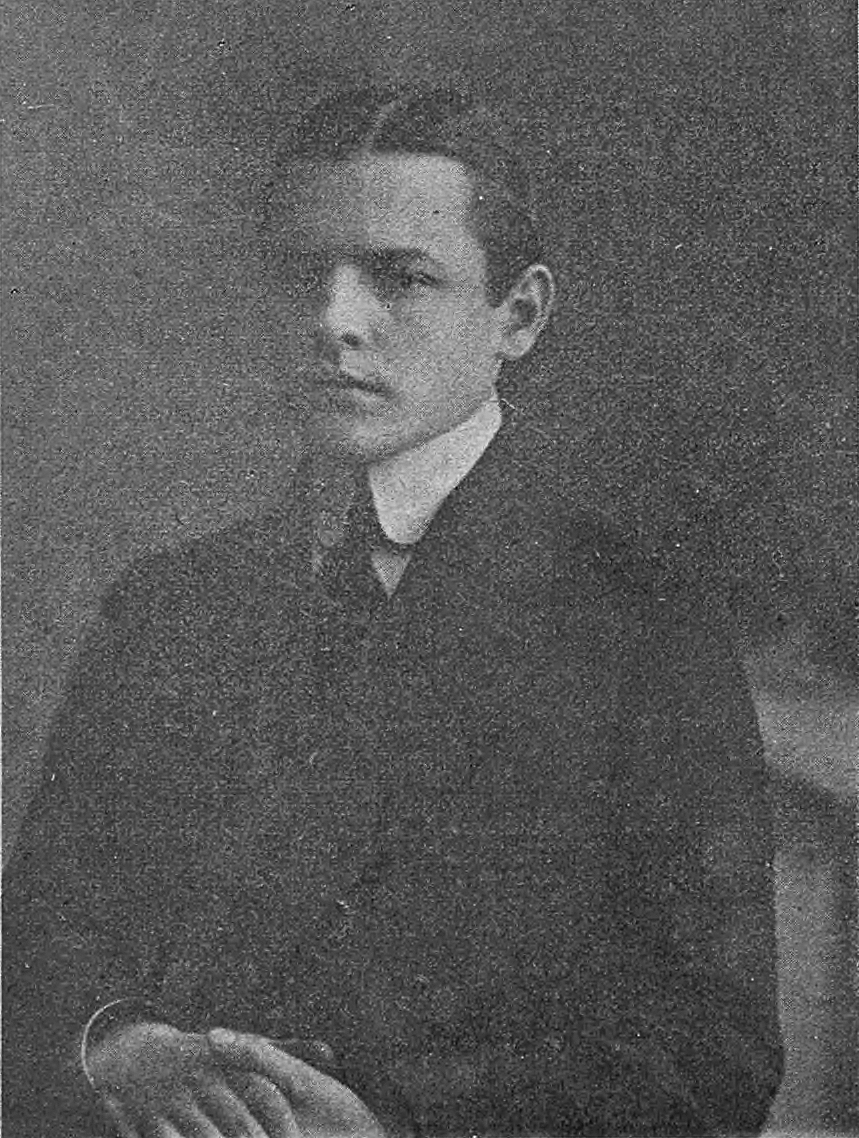
Melchior Wańkowicz (ok. 1911)

W 1903 został wysłany na naukę do Gimnazjum Pawła Chrzanowskiego (obecnie XVIII Liceum Ogólnokształcące im. Jana Zamoyskiego w Warszawie). Wcześnie zaangażował się w działalność polityczną. W 1905 wziął udział w strajku szkolnym, a w 1907 wstąpił do konspiracyjnej Trójzaborowej Organizacji Narodowej Młodzieży Szkół Średnich „Przyszłość”, popularnie określanej jako „Pet”; wraz ze Związkiem Młodzieży Polskiej „Zet” organizacja ta była podporządkowana Lidze Narodowej. W latach 1909–1910 Wańkowicz był sekretarzem generalnym „Pet-u”; w 1910 przewodniczył trójzaborowemu zjazdowi tej organizacji w Krakowie. Uczestniczył też wówczas w ogólnonarodowych obchodach 500. rocznicy bitwy pod Grunwaldem. W 1911 „wywrotowa” działalność gimnazjalisty Wańkowicza doprowadziła do jego aresztowania i uwięzienia na trzy miesiące za spoliczkowanie studenta-łamistrajka Maklenburga.
Działalności politycznej Wańkowicza towarzyszyły najwcześniejsze próby literackie i dziennikarskie. Jego pierwszym utworem drukowanym była szarada opublikowana w 1906 w humorystycznym czasopiśmie szkolnym „Osa”; w 1907 próbował też redagować inne klasowe czasopismo satyryczne – wydawane nielegalnie „Aaaach”. Prawdziwym debiutem dziennikarskim Wańkowicza była jednak praca w założonym przez niego w 1909 konspiracyjnym piśmie „Wici”, do którego pisał pod pseudonimem Jerzy Łużyc; pseudonimem tym sporadycznie posługiwał się również w okresie międzywojennym i podczas wojny. Jako redaktor tego pisma przeprowadził nawet rozmowę z Romanem Dmowskim; wracał do niej później w swojej twórczości.

### Studia. Okres I wojny światowej
Po zdaniu matury w 1911 Wańkowicz jesienią tegoż roku rozpoczął studia w Szkole Nauk Politycznych w Krakowie oraz na wydziale prawa Uniwersytetu Jagiellońskiego. Na uczelni kontynuował działalność polityczną w różnych organizacjach narodowych – był m.in. członkiem stowarzyszenia studenckiego „Zjednoczenie” – ekspozytury kilku związków: Młodzieży Narodowej Szkół Wyższych, Grup Narodowych, Koleżeńskiej Grupy Zetowej oraz Młodzieży Narodowej „Wolny Strzelec”. W tej ostatniej pełnił funkcję zastępcy komendanta. Dyplom Szkoły Nauk Politycznych w Krakowie uzyskał w 1914.
Po wybuchu I wojny światowej początkowo nie brał udziału w walkach, z rosyjskiego wojska został zwolniony na podstawie sfałszowanego świadectwa zdrowia. W latach 1915–1916 był pełnomocnikiem Centralnego Komitetu Obywatelskiego, który udzielał pomocy Polakom przebywającym podczas wojny w Rosji.
8 lutego 1916 w Kijowie wziął ślub z Zofią z Małagowskich herbu Nałęcz. Poznał ją w 1914; Zofia, dwa lata starsza od Wańkowicza, studiowała historię w Krakowie. Byli małżeństwem aż do jej śmierci w 1969; Wańkowicz poświęcił jej wiele kart w swoich książkach (m.in. w Zielu na kraterze) – często nazywał ją pieszczotliwie „Królikiem”. W Zielu na kraterze Wańkowicz tak opisywał odwiedziny Zofii, gdy podczas I wojny światowej przebywał w warszawskim więzieniu:

Pamiętam, jak mi przynosiła „wałówkę” do rosyjskiego więzienia na Daniłowiczowskiej, a pułkownik żandarmerii ją przestrzegał: Młode panienki są tak nieostrożne. Czy pani aby na pewno wie, z kim się zaręczyła? Nie miał paszportu... Jak można ufać człowiekowi bez paszportu? [...] Pamiętam, jak po nieudanym zamachu na generała Dowbora przyniosła mi w garnuszku zupę do więzienia i musiała wysłuchiwać wątpliwości, czy ją zdążę zjeść, bo już wyznaczono pluton egzekucyjny.

Wspomniany „zamach na generała Dowbora” miał miejsce już po rewolucji bolszewickiej, w roku 1918. W latach 1917–1918 Wańkowicz był ochotnikiem służącym w I Korpusie Polskim w Rosji gen. Józefa Dowbora-Muśnickiego. Wraz z bratem Witoldem (również ochotnikiem) wziął udział w zdobyciu Mińska na bolszewikach 19 lutego 1918, opanowując istotny skład broni. Kiedy w maju 1918 dowództwo Korpusu zawarło w Bobrujsku porozumienie z Niemcami o jego rozbrojeniu, Wańkowicz wziął udział w buncie grupy młodszych oficerów, związanych z POW, przeciwko tej decyzji, a za walką z Niemcami. 23 maja został aresztowany i osadzony w areszcie. Postawiony przed sądem polowym, został uniewinniony. Wygłosił wtedy przemówienie oskarżające Dowbora, opublikowane później w 1923 w książce Strzępy epopei, w której opisał wspomniane wydarzenia, i zbiorze Przez cztery klimaty.

## Życie i twórczość w okresie międzywojennym

### Początek działalności politycznej w wolnej Polsce

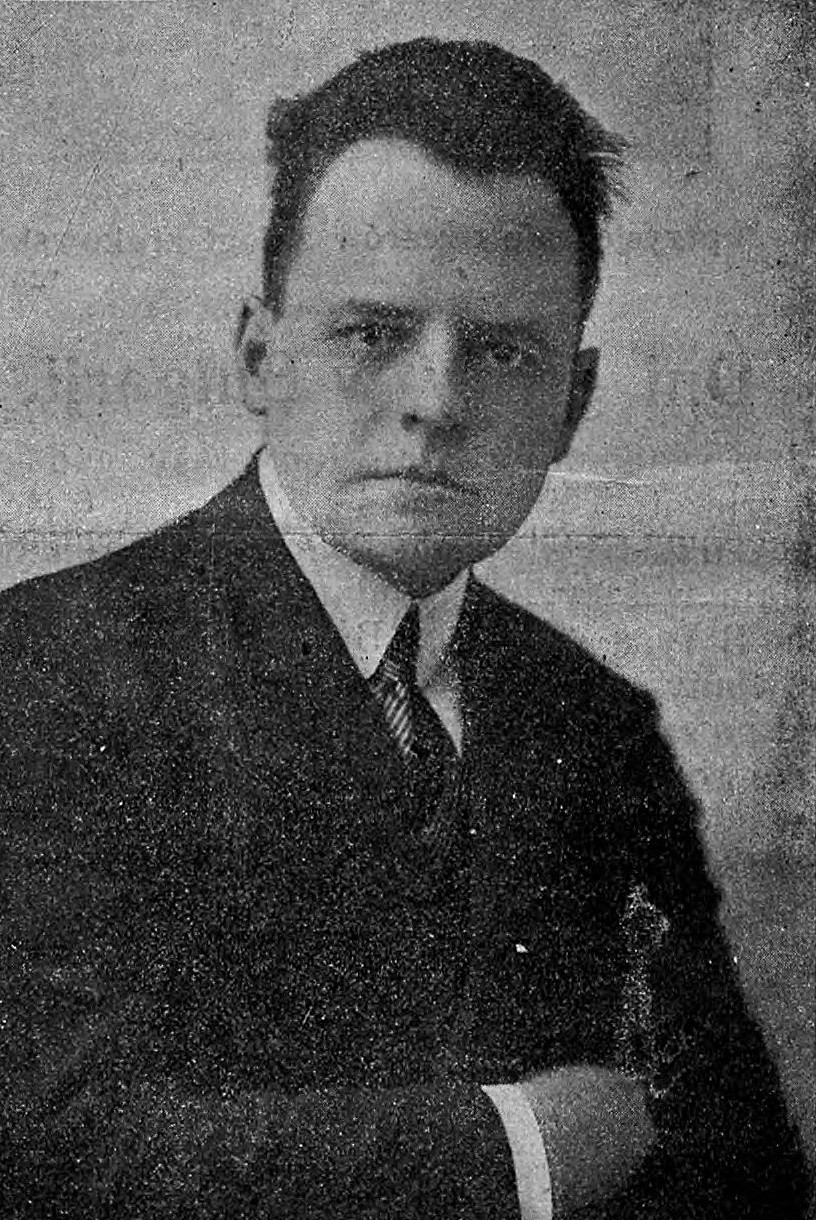
Melchior Wańkowicz (ok. 1925)

Po odzyskaniu przez Polskę niepodległości w 1918 Wańkowicz działał w Towarzystwie Straży Kresowej, w którym w 1921 objął funkcję kierownika Działu Prasy i Propagandy. Kierował wydawaniem 24 pism, w tym 5 dzienników, w 6 językach, nadzorował 6 księgarń, drukarnię, fabrykę przeźroczy i inne instytucje. Sam też pisał broszury propagandowe: Dlaczego żołnierz polski wkracza na Litwę i Białoruś, Moskal – twój wróg, Jak naród sobą rządzi? Parlament i posłowie. Gabinet ministrów. Prezydent Państwa: Konstytucja i Sejm, które wydano w 1919. W 1920 wziął udział w wojnie polsko-radzieckiej na Kresach Wschodnich – podczas niej został odznaczony Krzyżem Walecznych. Wojnie tej poświęcił kolejną książkę – wydany w 1926 Szpital w Cichiniczach, oparty na pamiętniku jego kuzynki Zofii z Wańkowiczów Romerowej, żony Tadeusza Romera; na podstawie książki Wańkowicza i pamiętnika Zofii Romerowej w 1999 powstał film Wrota Europy w reżyserii Jerzego Wójcika. W 1923 na Uniwersytecie Warszawskim Wańkowicz ukończył zaczęte jeszcze w Krakowie studia prawnicze, w tym samym roku został kierownikiem Wydziału Prasowego Ministerstwa Spraw Wewnętrznych, a w 1925 w tym w MSW został naczelnikiem Wydziału Prasowego i Widowiskowego, zajmującym się zwalczaniem obiegu wydawnictw pornograficznych. Z funkcji tej zrezygnował tuż przed przewrotem majowym, 9 maja 1926. Później pozostawał w stanie nieczynnym, a 31 stycznia 1927 został zwolniony.
W życiu prywatnym Wańkowicza na okres ten przypadają narodziny jego dwóch córek: Krystyny (występującej w jego książkach jako Krysia), urodzonej 8 października 1919 i Marty (29 lipca 1921). Ta ostatnia często później pojawiała się w jego twórczości jako „Tili” lub „Tirliporek”.

### Działalność wydawnicza w „Roju”
W 1926 Melchior Wańkowicz postanowił zrezygnować z pracy w administracji rządowej i zająć się wyłącznie działalnością wydawniczą i literacką. Już dwa lata wcześniej, kiedy był kierownikiem Wydziału Prasowego i Widowiskowego MSW, z jego inicjatywy powstało Towarzystwo Wydawnicze „Rój”, które wspólnie z wydawnictwem Arcta i Domem Książki Polskiej zaczęło publikować serię (zarejestrowaną jako czasopismo) pod nazwą Biblioteczka Historyczno-Geograficzna. Z czasem czasopismo to przekształciło się w niezależne wydawnictwo, jego właścicielami od 1926 byli Melchior Wańkowicz (mający dwie trzecie udziałów) i Marian Kister.
W okresie międzywojennym „Rój” był jedną z największych oficyn wydawniczych w Polsce. Wydawał zarówno literaturę popularną, jak i poważną. W „Roju” wydano np. po raz pierwszy Sklepy cynamonowe i Sanatorium pod Klepsydrą Brunona Schulza, Ferdydurke i Pamiętnik z okresu dojrzewania Witolda Gombrowicza, Ład serca Jerzego Andrzejewskiego, Karierę Nikodema Dyzmy Tadeusza Dołęgi Mostowicza i książki Czesława Centkiewicza.
Jeszcze większe zasługi „Rój” miał w wydawaniu literatury obcej. Dzięki temu wydawnictwu do rąk polskich czytelników po raz pierwszy trafiły książki takich pisarzy jak: John Galsworthy, Aldous Huxley, André Malraux, Thomas Mann, Marcel Proust, Erich Maria Remarque, Bertrand Russell, Upton Sinclair, Sigrid Undset, Arnold Zweig.
Wańkowicz w swojej polityce wydawniczej był otwarty na różne prądy i ideologie. Oprócz dzieł pisarzy katolickich (np. wspomnianego Ładu serca Jerzego Andrzejewskiego), wydawał też literaturę radziecką, w tym książki Ilii Erenburga, Borisa Pilniaka, Maksyma Gorkiego i Aleksego Tołstoja.
Po wybuchu wojny Wańkowicz i Kister opuścili Polskę. Ich żony – Zofia Wańkowiczowa i Hanna Kisterowa – pozostały w Warszawie i próbowały kontynuować sprzedaż książek. Jednak już wtedy dochodziło do zadrażnień pomiędzy małżonkami obu wydawców, co później negatywnie odbiło się na stosunkach pomiędzy współwłaścicielami „Roju”. Po wojnie działalność tego wydawnictwa była kontynuowana na emigracji w Stanach Zjednoczonych (pod nazwą Roy Publishers) – wydawało ono m.in. książki Wańkowicza, jak Tworzywo czy Ziele na kraterze, jednak w tym okresie główną rolę w wydawnictwie odgrywał już Kister. Niezałatwione sprawy finansowe pomiędzy byłymi wspólnikami ciągnęły się do późnych lat 50 i negatywnie wpływały na relacje pomiędzy Wańkowiczem a Kisterem.

### Początek działalności reporterskiej. Podróże do Meksyku i ZSRR
Po rezygnacji z pracy w Ministerstwie Spraw Wewnętrznych Wańkowicz mógł w pełni się poświęcić pracy dziennikarskiej i literackiej. Już w 1926 odbył trzymiesięczną podróż do Meksyku, reportaże z tej podróży drukował w „Kurierze Warszawskim” (w latach 1926–1927) oraz w „Epoce” (w numerach 43, 44, 46 z 1926). W formie książkowej ukazały się one w 1927 w zbiorze pod tytułem W kościołach Meksyku. Po książkach Szczenięce lata i Szpital w Cichiniczach, o charakterze raczej wspomnieniowych gawęd, było to pierwsze dzieło Wańkowicza, które można nazwać klasycznym reportażem.
Inną ważną podróżą był tygodniowy wyjazd z wycieczką pisarzy polskich do ZSRR w 1933 – jej plonem była Opierzona rewolucja, wydana w 1934. Wańkowicz dał w niej wyraz swojej fascynacji zmianami w Rosji radzieckiej i komunistyczną ideologią. Dzięki temu Opierzona rewolucja była jedną z nielicznych przedwojennych pozycji pisarza, które mogły ukazać się w PRL – wydano ją, w wersji mocno okrojonej przez cenzurę, w 1974 w ramach Dzieł wybranych Wańkowicza.

### Działalność w reklamie. „Cukier krzepi”
Na lata 30 przypada też działalność Wańkowicza w reklamie. W latach 1930–1933 pracował jako doradca reklamowy Związku Cukrowników, a w 1931 stworzył jeden z najbardziej znanych sloganów w historii polskiej reklamy – „Cukier krzepi”, za który otrzymał honorarium w wysokości 5000 zł – sumę wtedy bardzo znaczną; dla porównania – miesięczne wynagrodzenie prezydenta Rzeczypospolitej Polskiej przed wojną wynosiło 3000 zł. O konkursie tym wspominał później w wywiadzie:

Ja dostałem, jak przypuszczam, najwyższe honorarium na świecie za dwa słowa, „Cukier krzepi” – 5000 zł przedwojennych, czyli naówczas 500 zł(otych) przedwojennych dolarów za słowo, tak cenne mogą być słowa.

Do końca 1932 kierował Biurem Propagandy Konsumpcji Cukru. Po zakończeniu współpracy ze Związkiem Cukrowników, Wańkowicz w latach 1933–1936 był też kierownikiem Przedsiębiorstwa Reklama Pocztowa. W 1936 zdobył I nagrodę w konkursie prasowym z okazji Dnia Morza za felieton pt. To nie Samosierra morska („Naród i Państwo” nr 21/1936). 27 stycznia 1938 został wybrany członkiem zarządu Polskiego Związku Reklamowego i objął delegaturę w Sekcji Propagandystów Społecznych PZR. Drugi wielki sukces jako autor sloganu reklamowego odniósł jednak dopiero w ostatnich latach życia – w 1971, kiedy zwyciężył w konkursie Polskich Linii Lotniczych LOT hasłem „Lotem bliżej”.

### Na tropach Smętka
Jedną z najważniejszych książek Melchiora Wańkowicza wydanych przed wojną i jedną z nielicznych z tego okresu, które mogły ukazać się też w PRL, był zbiór reportaży Na tropach Smętka. Książka ta była owocem podróży autora po niemieckich Prusach Wschodnich, którą odbył wraz z córką kajakiem i samochodem w czerwcu 1935. Przed wyruszeniem w tę podróż Wańkowicz postarał się w Niemczech o swoistą „przepustkę”: redaktor naczelny nazistowskiego organu „Der Angriff” Hans Schwarz von Berk zamówił u niego artykuł Ein Pole erlebt Ostpreußen („Prusy Wschodnie oczami Polaka”); zamówienie to pisarz postanowił wykorzystać jako kamuflaż dla rzeczywistego celu książki – było nim przedstawienie obrazu życia ludności polskiej zamieszkującej te tereny. Dodatkowym zabezpieczeniem przed podejrzliwością władz niemieckich było podróżowanie w towarzystwie 14-letniej wówczas córki pisarza Marty, nazywanej przez Wańkowicza w książce pieszczotliwie Tirliporkiem, Tili, lub Sancho Pansą.
Rezultatem wyprawy, podczas której pisarz spotkał się m.in. z wiceprezesem Związku Polaków w Niemczech Kazimierzem Donimirskim oraz poetą i artystą ludowym Michałem Kajką, był wierny i żywy obraz życia mniejszości polskiej w Niemczech, zawierający między innymi opisy narastających konfliktów pomiędzy ludnością polską i niemiecką, przeplatane refleksjami politycznymi i historycznymi na temat dziejów tych ziem od podboju przez Krzyżaków do czasów współczesnych Wańkowiczowi, czyli początku epoki nazistowskiej.
Książka, po raz pierwszy wydana w 1936, spotkała się w Polsce z entuzjastycznym przyjęciem, w ciągu czterech lat do wybuchu wojny miała dziewięć wydań, ostatnie wydanie zostało zdjęte przez Niemców z pras drukarskich w Bydgoszczy we wrześniu 1939, wzbudziła natomiast protesty niemieckiego Ministerstwa Spraw Zagranicznych, które bezskutecznie próbowało skłonić polskie władze do wycofania jej z księgarń, w niemieckiej prasie pojawiły się też ostre ataki na pisarza. Książka była zakazana w Niemczech; ciekawe, że jednak mimo to w 1937 nakładem Związku Niemieckiego Wschodu (Bund Deutscher Osten) ukazało się jej tłumaczenie na niemiecki pt. Auf den Spuren des Smentek. Publikacja ta, wydana na powielaczu za zezwoleniem Gestapo, miała charakter poufny, a jej numerowane egzemplarze były rozprowadzane wśród „zaufanych, zainteresowanych osobistości” celem „poznania polskich metod walki narodowościowej”.
Wydanie Na tropach Smętka spowodowało, że po wybuchu wojny (przewidzianej zresztą przez pisarza w jego książce) we wrześniu 1939 Wańkowicz stał się jedną z osób poszukiwanych przez Niemców w Polsce. Nie dostał się jednak w ręce Gestapo – w porę zdążył zbiec do Rumunii.
Po wojnie czasami stawiano Wańkowiczowi zarzuty, że swoją książką przyczynił się do prześladowania polskiej ludności na Warmii i Mazurach przez to, że podawał nazwiska swoich rozmówców. W przedmowie do II wydania Na tropach Smętka w PRL (z 1959) Wańkowicz bronił się przed tymi zarzutami, twierdząc, że przed publikacją udostępnił manuskrypt m.in. polskim urzędnikom odpowiedzialnym za stosunki polsko-niemieckie i działaczom Związku Polaków Niemczech oraz że usunął z niej nazwiska osób czynnie zaangażowanych politycznie. W 1972 Tadeusz Walichnowski w książce Warmia, Mazury, Powiśle. 1939–1945 zarzucił pisarzowi, że wydanie Na tropach Smętka przyczyniło się do śmierci wielu osób, w zamian za co autor zyskał sławę i pieniądze. Wańkowicz odpowiedział na te inkryminacje pozwem sądowym; sprawa zakończyła się dopiero w 1976 (już po śmierci pisarza) wyrokiem Sądu Najwyższego, w którym stwierdzono, że zarzuty stawiane przez Walichnowskiego są bezpodstawne.

### Ostatnie lata w II Rzeczypospolitej.Sztafeta
W ostatnich latach przed wybuchem wojny Wańkowicz kontynuował intensywną pracę wydawniczą i literacką, angażował się też społecznie. W 1936 zorganizował konkurs na pamiętniki lekarzy; nagrodzone prace wydał z własną przedmową w 1939. W 1937 opublikował serię reportaży społecznych, m.in. Mała Naścia ślepnie na jaglicę, COP. W 1938 odbył swoją pierwszą, trzymiesięczną podróż do Stanów Zjednoczonych w charakterze korespondenta „Ilustrowanego Kuriera Codziennego” i Polskiego Radia. W tym samym roku wicepremier i minister skarbu Eugeniusz Kwiatkowski zaproponował Wańkowiczowi propagowanie założeń czteroletniego planu inwestycyjnego, którego głównym punktem była budowa Centralnego Okręgu Przemysłowego (COP). Pisarz wyraził na to zgodę; owocem jego pracy stała się Sztafeta – cykl reportaży z realizacji nowych inwestycji, w którym autor entuzjastycznie przyjął też zajęcie przez Polskę Zaolzia w 1938 r. Z powodu tej tematyki książka oczywiście nie mogła ukazać się później w okresie PRL, była to jednocześnie ostatnia książka Wańkowicza wydana w II Rzeczypospolitej.

## Okres II wojny światowej

### Ucieczka z Polski. Pobyt w Rumunii
Po wybuchu wojny Wańkowicz otrzymał przydział do Warszawskiej Brygady Pancerno-Motorowej gen. Stefana Roweckiego; próby odnalezienia swojej jednostki, której poszukiwał w bombardowanych Kurowie i Lublinie, zakończyły się jednak niepowodzeniem. W Lublinie z radia niemieckiego, nadającego po polsku z Wrocławia, pisarz usłyszał pogróżkę: „Wańkowicz jest w Lublinie, ale my go tropami Smętka złapiemy”. Była ona aluzją do jego wydanej przed wojną antyniemieckiej książki. Wreszcie, po zajęciu przez wojska niemieckie i radzieckie większości terytorium Polski, w nocy z 24 na 25 września 1939 Melchior Wańkowicz, ze swoją maszyną do pisania w rękach, przeszedłszy pod ostrzałem wpław Dniestr, przekroczył granicę polsko-rumuńską. W ten sposób zaczęła się jego wojenna tułaczka – emigracja pisarza miała trwać aż do 1958. Do września 1940 przebywał w Rumunii, najpierw głównie w Bukareszcie, gdzie 24 marca 1940 dołączyła do niego córka Marta (starsza córka Krystyna razem z matką pozostała w okupowanej Warszawie), 12 czerwca przeniósł się do Carmen Silva koło Eforie nad brzegiem Morza Czarnego. Cały czas kontynuował pracę pisarską i dziennikarską. Udało mu się spotkać m.in. z marszałkiem Edwardem Śmigłym-Rydzem i byłym ministrem spraw zagranicznych Józefem Beckiem, obaj zostali internowani w Rumunii. W czasie tych spotkań przeprowadził z nimi wywiady, wydane później (1955) drukiem w książce Drogą do Urzędowa. Już w 1940 rozpoczął też przekazywanie sprawozdań z polskich doświadczeń z dopiero co zaczętej wojny. W 1940 na podstawie relacji por. Jerzego Lewandowskiego wydał w Bukareszcie zbiór reportaży o walkach polskich żołnierzy podczas kampanii wrześniowej na froncie południowym (w rejonie Wisły i Soły), a zaraz potem broszurę Z generałem Sosnkowskim o walkach armii gen. Kazimierza Sosnkowskiego pod Lwowem. Obie książki zostały opublikowane również jako druki konspiracyjne w kraju; później ich fragmenty zostały włączone do Września żagwiącego.
Wańkowicz miał w Rumunii duże trudności z wydaniem swojej książki o Wrześniu, a przeszkadzały mu w tym nie władze rumuńskie czy Niemcy, lecz polskie władze emigracyjne, które uważały go za związanego z sanacją. Jerzy Giedroyc tak to wspominał w swojej Autobiografii na cztery ręce:

Polski Paryż tępił go dość zajadle. Był pierwszym, który napisał książkę o wojnie, o Wrześniu. Książka została zakazana: ambasada dostała polecenie, by storpedować wydanie jej po polsku. Była to rzecz bardzo wańkowiczowska, podkreślająca bohaterstwo żołnierza i krzepiąca na duchu. Ale z Wańkowiczem walczono, bo uchodził za sanatora.

### Na Bliskim Wschodzie
Rosnące wpływy Niemców na Węgrzech i w Rumunii (oba kraje stały się ostatecznie sojusznikami Hitlera w czerwcu i lipcu 1941, po zaatakowaniu przez Niemcy Związku Radzieckiego) spowodowały, że władze brytyjskie w 1941 zaoferowały polskiemu rządowi emigracyjnemu wywiezienie 500 najbardziej zagrożonych Polaków z Węgier i Rumunii na Cypr, który wtedy był kolonią brytyjską. Z możliwości tej skorzystał też Wańkowicz. Na Cyprze przebywał przez 9 miesięcy do 1942, kiedy to po zajęciu Krety przez Niemców został ewakuowany do Palestyny, wtedy również pod zarządem brytyjskim, gdzie przebywał przez dwa lata. W Palestynie zajmował się m.in. żywo go interesującą tematyką żydowską. W Tel Awiwie prowadził wykłady pt. Narodziny syjonizmu, a w 1943 wydał książkę De Profundis. Była to pierwsza część z zamierzonego cyklu o historii i martyrologii Żydów. Do zbioru tego miały też wejść pozycje Ziemia zanadto obiecana oraz Posłannictwo i obcość, nie udało się jednak Wańkowiczowi znaleźć na nie wydawcy. W tym samym roku Wańkowicz (pod pseudonimem Jerzy Łużyc) wydał w Palestynie kolejny zbiór reportaży poświęcony walkom żołnierzy polskich w 1939 pt. Wrześniowym szlakiem. Po późniejszych uzupełnieniach książka ta stała się podstawą edycji tomu Wrzesień żagwiący, wydanego w Londynie w 1947, zawierającego m.in. reportaże o obronie Westerplatte i Hubalczykach.

### Z armią Andersa
Od początku pobytu na Bliskim Wschodzie Wańkowicz korzystał z pomocy wojska, jednak dopiero po ewakuacji armii generała Andersa ze Związku Radzieckiego do Iranu ściśle związał się z polskimi oddziałami – Armią Polską na Wschodzie, w 1943 przekształconą w II Korpus Polski. Po nawiązaniu tej współpracy sytuacja materialna pisarza bardzo się poprawiła. Zawdzięczał to Jerzemu Giedroyciowi i gen. Andersowi. Okoliczności związania się Wańkowicza z armią Andersa Giedroyc tak opisywał w swojej Autobiografii na cztery ręce:

Gdy byłem w II Korpusie, stwierdziłem, że Wańkowicz mieszka jako uchodźca w Jerozolimie, w bardzo ciężkich warunkach. Wtedy przyszło mi na myśl, by zatrudnić go jako korespondenta wojennego przy II Korpusie. Okazało się jednak, że korespondentów wojennych mianuje Londyn, gdzie Wańkowicz był ciągle w niełasce. Ale zainteresowałem tym Andersa, który był bardzo podatny na takie sugestie, i zrobiliśmy Wańkowicza urzędnikiem wojskowym. Miał jakieś paski, jakieś gwiazdki – prawie jak major [...] Wańkowicz stał się rychło osobą niezmiernie popularną w II Korpusie. Jego odczyty na terenie Środkowego Wschodu były doskonałe i cieszyły się ogromnym powodzeniem. A on sam wrósł w II Korpus i gdy zjawił się we Włoszech, to funkcjonował jako swego rodzaju kronikarz Korpusu.

Z polskimi żołnierzami Wańkowicz, cały czas pracując jako nieoficjalny kronikarz Korpusu, przemierzył szlak od Iranu i Iraku przez Syrię, Liban, Egipt do Włoch, gdzie wziął też udział w bitwie o Monte Cassino. Pierwszą książką, w której wykorzystał rozmowy przeprowadzone z żołnierzami Andersa, były Dzieje rodziny Korzeniewskich, napisane w 1943 i wydane w Rzymie i Nowym Jorku w 1944. Mówiły one o tragicznych losach zesłańców polskich w Związku Radzieckim w latach 1939–1941. Książka spotkała się z żywym oddźwiękiem; bezpośrednio po wojnie przetłumaczono ją na języki angielski, francuski i włoski.

### Bitwa o Monte Cassino

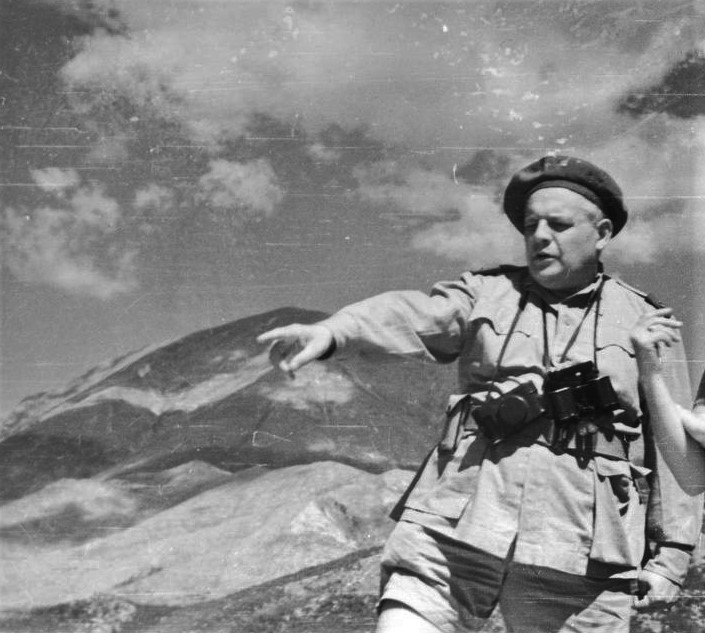
Melchior Wańkowicz po bitwie o Monte Cassino na szczycie „Widma”; w tle Monte Cairo; maj 1944

Po przetransportowaniu II Korpusu do Włoch w grudniu 1943, Wańkowicz jako korespondent wziął też udział w pierwszym i największym starciu Korpusu na ziemi włoskiej – bitwie o Monte Cassino w maju 1944. Podczas trwających dwa tygodnie walk starał się odwiedzić na linii frontu każdą kompanię, każdy pluton – często z narażeniem się na ostrzał. Grafik Stanisław Gliwa tak to wspominał po latach:

[Wańkowicz] pisał szczegółowo o topografii terenu bitwy, użytych środkach bojowych, planach strategicznych dowództwa, sam lazł pod ogień, byle tylko osobiście doświadczyć i na własne oczy zobaczyć walki na pierwszych liniach frontu.

Owocem tej pracy był ogromny, trzytomowy reportaż Bitwa o Monte Cassino, napisany w Rzymie i Mediolanie w latach 1945–1946, po raz pierwszy wydany przez Wydawnictwo Kultury i Prasy II Polskiego Korpusu w Mediolanie w latach 1945–1947. Książka natychmiast spotkała się z wielkim uznaniem zarówno wśród krytyków, jak i zwykłych żołnierzy i do dzisiaj pozostaje najpopularniejszą pozycją w dorobku pisarza. Później Wańkowicz tak wspominał ten sukces:

Wbrew polskim władzom londyńskim, korzystając z bałaganu wojskowego, przeszmuglowałem się do Włoch. Władze w Londynie do końca nie zatwierdziły mego statusu korespondenta, związanego z poborami i przywilejami. Trylogię montecassińską napisałem wbrew przysłanym bubkom-korespondentom, po których nie zostało nic. I nagle okazało się, że wojna wilgotną gąbką starła z tablicy ujemny debet, narosły poważne aktywa. Gdy przyjechałem z Włoch do Londynu, przerwano posiedzenie, by mnie witać, kiedy wchodziłem na widowiskowe imprezy, publiczność witała mnie, powstając.

Przy pisaniu Bitwy o Monte Cassino współpracowało z Wańkowiczem kilka osób; dużą pomocą służyła mu jego ówczesna sekretarka Zofia Górska, późniejsza pisarka Zofia Romanowiczowa. Do sukcesu książki bardzo przyczyniła się też jej szata graficzna autorstwa grafika Stanisława Gliwy, który dokonywał doboru zdjęć, oraz rysunki Mariana Szyszko-Bohusza. W sumie trzytomowa Bitwa pod Monte Cassino zawierała aż 1968 ilustracji, przeważnie fotografii, w tym 590 portretów uczestników bitwy.
W PRL książka ukazała się dopiero w 1958, po powrocie pisarza do kraju, jednak pod zmienionym tytułem – Monte Cassino – i w wersji okrojonej przez cenzurę. Z wydania krajowego usunięto m.in. dużą część pierwszego tomu z opisami poniewierki żołnierzy armii Andersa w Związku Radzieckim. Pragnąc, aby książka dostała się do rąk krajowych czytelników, Wańkowicz wyraził zgodę na te ingerencje, przez co naraził się na krytykę środowisk emigracyjnych. Wydanie bez ingerencji cenzury ukazało się wprawdzie już w 1978 nakładem Instytutu Wydawniczego PAX w ramach dzieł wybranych pisarza, jednak szeroka publiczność z wersją oryginalną mogła się zapoznać dopiero po przełomie politycznym w 1989. Wcześniej, w 1969, wydano też jednotomowy skrót dzieła pt. Szkice spod Monte Cassino.

## Na emigracji

### Wańkowicz we Włoszech i Anglii.Wrzesień żagwiący.Kundlizm

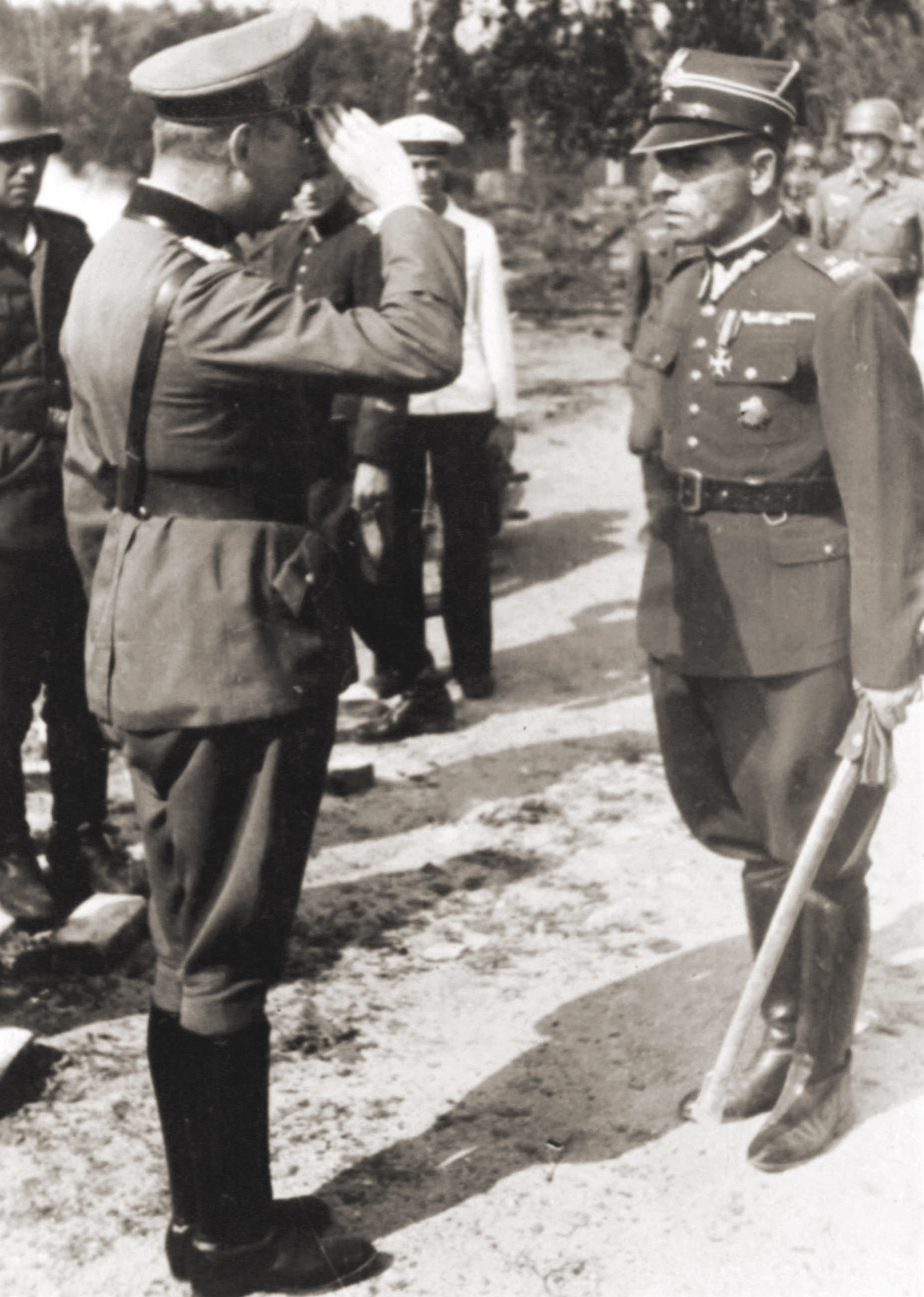
Gen. Friedrich Eberhard salutuje przed mjr. Sucharskim w momencie poddania Westerplatte, ilustracja z książki Wańkowicza Walczący Gryf (1964)

Po wojnie, jak większość polskich żołnierzy walczących u boku Brytyjczyków, Wańkowicz pozostał początkowo na obczyźnie – najpierw we Włoszech, a od 1947 w Londynie (w dzielnicy Ealing). W grudniu 1945 dołączyła do niego żona Zofia, która czas okupacji spędziła w kraju. Młodsza córka Marta (występująca w jego książkach jako Tili), której udało się wyjechać z Polski na wiosnę 1940 r., po studiach w Szwajcarii i USA w 1944 wyszła za mąż za polskiego dziennikarza Jana Erdmana (Wańkowicz nie darzył zięcia wielką sympatią) i osiadła na stałe w Stanach Zjednoczonych. Mieszkała tam do śmierci w 1982; Polskę odwiedziła kilka razy. Starsza córka Krystyna 6 sierpnia 1944 zginęła podczas powstania warszawskiego, w którym walczyła jako łączniczka w oddziale Janusza Brochwicza-Lewińskiego („Gryfa”) w batalionie „Parasol”.
Pisarz cały czas kontynuował pracę dziennikarską i literacką, chociaż jego książki były przyjmowane przez środowiska emigracyjne z różnymi reakcjami. Po ogromnym sukcesie Bitwy o Monte Cassino Wańkowicz kontynuował temat dopiero co zakończonej wojny – w 1947 wydał w Londynie Wrzesień żagwiący – również dobrze przyjęty zbiór reportaży o kampanii wrześniowej, weszły do niego także utwory z wydanego w 1944 w Palestynie tomu Wrześniowym szlakiem. W przedmowie do Września... Wańkowicz utrzymywał, że większość reportaży w książce powstała na gorąco, w ostatnich miesiącach 1939, na podstawie rozmów z bezpośrednimi uczestnikami wydarzeń. Wśród tych relacji wyróżniają się opowieści o Hubalczykach i obronie Westerplatte, które znacząco przyczyniły się do utrwalenia legend majora Hubala i majora Henryka Sucharskiego. Z późniejszych ustaleń historyków wynika, że książki Wańkowicza nie zawsze można traktować jako wiarygodne źródło historyczne. Wiadomo np., że Sucharski podczas spotkania i rozmów z pisarzem we Włoszech ukrył przed nim fakt, że zaraz po ataku Niemców przeżył załamanie nerwowe i że faktycznym dowódcą obrony Westerplatte był kapitan Franciszek Dąbrowski. Wańkowicz nieświadomie przyczynił się więc do powstania fałszywego mitu nieugiętego majora Sucharskiego.
W tym samym roku (1947) nastawienie czytelników do Wańkowicza uległo gwałtownej zmianie na skutek opublikowania przez niego książki Kundlizm – zbioru felietonów ganiących wady narodowe Polaków. Kundlizm (słowo to weszło na stałe do języka polskiego) spowodował, że niektóre czasopisma emigracyjne zerwały z nim współpracę. Wyrazem niezależności intelektualnej i chadzania przez pisarza własnymi drogami była też wydana w 1949 broszura Klub trzeciego miejsca. Wańkowicz twierdził w niej, że chociaż Polska należy kulturowo do Zachodu, geopolitycznie jest uzależniona od Wschodu. Wymusza to na przedstawicielach narodu polskiego nieuniknione kompromisy i przynależność do „klubu trzeciego miejsca”, do członkostwa w którym pisarz też się przyznawał. W cztery lata po dostaniu się Polski pod dominację radziecką nie były to tezy popularne wśród emigracji. Dodatkowo Wańkowicz naraził się środowiskom emigracyjnym pisaniem (do 1949) artykułów w prasie krajowej, m.in. „Przekroju” i „Słowie Powszechnym”, co było postępowaniem sprzecznym z uchwałą Związku Pisarzy Polskich na Obczyźnie o bojkotowaniu kontrolowanych przez komunistów wydawnictw i prasy.

### Wyjazd do USA.Ziele na kraterze
Coraz gorsze stosunki z londyńską emigracją i pogłębiające się trudności materialne spowodowały, że w 1949 Wańkowicz zdecydował się na opuszczenie Europy i wyjazd do USA, gdzie zamieszkał u córki Marty i zięcia Jana Erdmana, którzy prowadzili wtedy w Ameryce fermę kurzą; od grudnia 1950 mieszkał natomiast z rodziną w domu na Long Island pod Nowym Jorkiem.

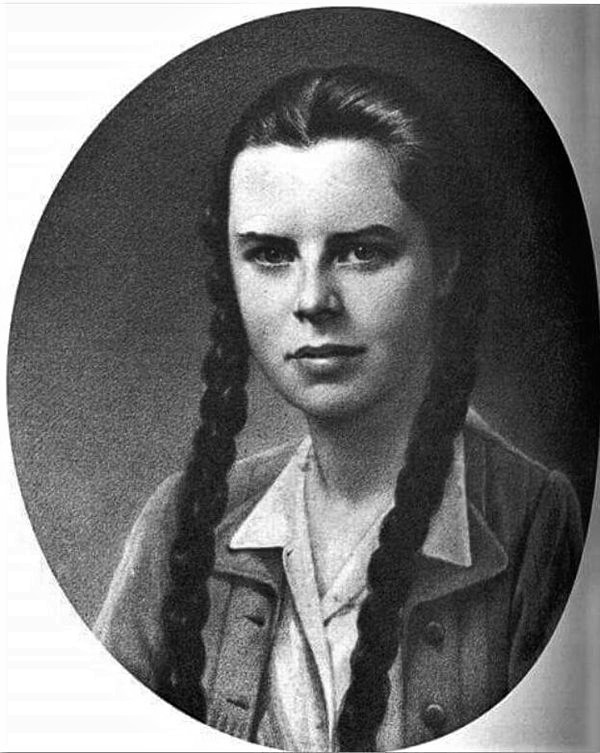
Krysia Wańkowiczówna

Tymczasowe wycofanie się Wańkowicza z działalności społecznej i publicystycznej zaowocowało napisaniem przez niego wydanego przez Roy Publishers w 1950 Ziela na kraterze – jednej z najbardziej znanych i cenionych książek pisarza. Podobnie jak wydane w 1934 Szczenięce lata, książka ma charakter wspomnieniowej gawędy, jednak o znacznie szerszej tematyce i perspektywie czasowej. Ziele na kraterze Wańkowicz poświęcił przede wszystkim swoim córkom – starszej Krysi (Krystynie) i młodszej Tili (Marcie), chociaż bohaterami książki są też ich matka Zofia Wańkowiczowa, występująca w książce jako Królik, i on sam – pod imieniem King, wszyscy mieszkający w rodzinnym „Domeczku” przy ul. Dziennikarskiej 3 w Warszawie. Akcja Ziela na kraterze zaczyna się w momencie poczęcia Krysi i kończy w chwili narodzin wnuczki Wańkowicza (córki Marty) – Anny Krystyny w 1945. Powieść jest pełna afirmacji życia, ciepła i miłości, zwłaszcza w opisie zabaw dziewczynek, choć w książce nie brak też wątków dramatycznych i wręcz tragicznych, związanych z wybuchem wojny, czasem okupacji, wreszcie powstaniem warszawskim. W powstaniu wzięła udział również Krysia – sanitariuszka batalionu Parasol i łączniczka Stanisława Leopolda. Zginęła 6 sierpnia na terenie cmentarza ewangelicko-reformowanego na Woli. Zofia Wańkowicz w przejmującym liście do męża ze stycznia 1945 tak opisywała pójście córki do powstania i jej śmierć:

Nie wzięła ze sobą nic: ani pierścionka ze szmaragdem [...] I z odzieży najgorsze szmatki. Poszła tak sobie w granatowej układanej spódniczce, w trepkach (bez ukochanych długich butów) i białej bluzeczce. Łączniczka Rafała. Poszli we czworo. Krystyna była radosna. Niewola ją dławiła, ale teraz powstanie musi się udać – wierzyła [...] Mówią, że szli dwójkami. Krystyna na przedzie, z torbą sanitariuszki, w służbie łączniczki. Pogodna, radosna, jak ptak. Śpiewali piosenkę. Padł pocisk. Rana była wielka, w piersi, tuż pod gardłem.

W końcowych partiach Ziela na kraterze Wańkowicz opisał poszukiwanie przez matkę ciała Krysi, którego według autora nigdy nie odnaleziono:

W lutym, kiedy zaczynała kopać, był mróz, jeszcze by widziała resztki rysów. Potem już może tylko plisowaną spódniczkę. Ale wiosną ziemia była podmokła, więc pewnie już tylko warkocze..., panterkę..., krzyżyk od załogi „Śmiałego”.

Ziele na kraterze jest uważane za jedną z książek, które najwierniej oddają realia okupowanej Warszawy, w plebiscycie czytelników „Życia Warszawy” zostało nawet uznane za najlepszą książkę poświęconą powstaniu warszawskiemu. Jest to o tyle niezwykłe, że Wańkowicz, który z Polski wyjechał już we wrześniu 1939, nie przebywał na terenach okupowanych, a w czasie pisania Ziela na kraterze, opierał się wyłącznie na relacjach innych osób.
Z drugiej strony prawdziwość przedstawienia przez Wańkowicza życia jego rodziny, zwłaszcza w okresie międzywojennym, budzi wątpliwości literaturoznawców. Aleksander Małachowski uważa, że

...ciepło Wańkowiczowskiego domu, ten arcypotężny magnes przyciągający sympatię jego czytelników, jest w znacznej mierze kreacją czysto literacką [...] Przeto prawdziwe życie tej rodziny nie płynęło jak w tej bajce, którą za chwilę przeczytamy. Ale to jest przecież ta słynna Wańkowiczowska mozaika.

Aleksandra Ziółkowska-Boehm pisze, że pożycie małżeńskie Wańkowicza i jego żony Zofii układało się momentami wręcz dramatycznie. Przytacza ona relację samego Wańkowicza, według której pod koniec lat 20. Zofia odeszła od niego do jego przyjaciela Tadeusza Lechnickiego, aby powrócić do niego po blisko roku. W tym czasie jego córki Krystyna i Marta były pod opieką siostry Wańkowicza, Reginy. Według pisarza Zofia nie rozumiała go i nie była „prawdziwym partnerem” w jego życiu.

### W Stanach Zjednoczonych i Kanadzie.Tworzywo.Drogą do Urzędowa
Już w następnym roku po przyjeździe na kontynent północnoamerykański Wańkowicz znowu zajął się działalnością reporterską. W okresie od 8 września do 16 grudnia 1950 dokonał objazdu Kanady, żywo interesując się zwłaszcza tamtejszą Polonią. Owocem tej podróży była książka Tworzywo, wydana w 1954. Na przykładzie czterech życiorysów (fornala, robotnika, mieszczanina i żołnierza) opowiedział w niej o polskiej emigracji do tego kraju – o czynnikach, które zmuszały ludzi do emigracji i trudnej walce o przetrwanie w Kanadzie. Tworzywo nie jest reportażem w klasycznym rozumieniu tego słowa, lecz połączeniem faktu i fikcji – w losy rzeczywiście istniejących osób Wańkowicz wplótł postaci fikcyjne, czasami pisał o wydarzeniach, które w rzeczywistości nigdy nie miały miejsca, lub wydarzenia z życia wielu bohaterów umieszczał w życiorysie tylko jednej z nich.
Wcześniej, w 1952, w londyńskiej Oficynie Poetów i Malarzy Wańkowicz wydał tom Polacy i Ameryka – książkę o wkładzie Polaków do amerykańskiej kultury i cywilizacji. Wprowadził w niej pojęcie „międzyepoki”, którym później często posługiwał się w swojej twórczości. Pisarz stał na stanowisku, że epoka cywilizacji zachodniej powoli się kończy, że żyjemy w międzyepoce i że same Stany Zjednoczone zaczynają odchodzić od kultury europejskiej.
Ostatnią znaczącą książką Wańkowicza wydaną na emigracji była powieść Drogą do Urzędowa z 1955. Bohater powieści, Hans Hauke, jest częściowo porte-parole samego Wańkowicza, częściowo przedwojennego oryginała i bywalca warszawskich kawiarni Franca Fiszera, a jego perypetie podczas wędrówki przez Rumunię, Związek Radziecki, Bliski Wschód, Afrykę, Włochy odzwierciedlają los polskich wygnańców podczas II wojny światowej. Celem tej wędrówki jest tytułowy Urzędów, cicha mieścina na Lubelszczyźnie, w rzeczywistości symbol utraconej ojczyzny. Ze względów cenzuralnych książka nie mogła się ukazać w Polsce; jak w przypadku wielu innych utworów, Wańkowicz obszedł jednak ten zakaz, publikując w 1969 jej obszerne fragmenty w zbiorze Od Stołpców po Kair.

## Z powrotem w kraju

### Decyzja o powrocie
Decyzja o powrocie do kraju z emigracji dojrzewała w Wańkowiczu od 1955. W roku tym ponownie odwiedził Kanadę – zbierał materiały do kolejnej książki; w odróżnieniu od pierwszej podróży, tym razem w tamtejszych środowiskach polonijnych spotkał się z dość chłodnym przyjęciem. Mimo swojej fascynacji Ameryką Wańkowicz nie czuł się dobrze również w USA. Był pomijany w przyznawanych przez emigrację nagrodach literackich; zdawał sobie sprawę, że z powodu tematyki jego dzieł i języka, który dużo tracił w przekładach na języki obce, może żyć i tworzyć tylko w Polsce i dla Polaków.
14 czerwca 1956 Wańkowicz otrzymał obywatelstwo amerykańskie (obywatelem amerykańskim formalnie pozostał do końca życia, chociaż w 1964 ustnie zrzekł się go w wyniku wytoczonego mu procesu), ale już jesienią tego roku, na fali październikowej odwilży, na kilka tygodni przyjechał do Polski. Następnie powrócił do Stanów Zjednoczonych, gdzie przez rok wraz z żoną objeżdżał kraj samochodem i zbierał materiały do swojej trylogii W ślady Kolumba. 27 maja 1958 Wańkowicz powrócił do Polski na stałe, rok wcześniej, w 1957, jego książki – były to Szczenięce lata i Ziele na kraterze – ukazały się po raz pierwszy w PRL.

### Wańkowicz w PRL
Po powrocie do kraju Melchior i Zofia Wańkowiczowie zamieszkali w Warszawie w małym mieszkaniu przy ul. Puławskiej 10/35. Pisarz od razu rzucił się w wir pracy, związanej też z odczytami w całym kraju, czasami przed bardzo dużym audytorium – 23 marca 1959 Wańkowicz wygłosił np. odczyt w wypełnionej po brzegi Sali Kongresowej w Warszawie. Po raz pierwszy w kraju zostały wydane niektóre jego książki z okresu przedwojennego i emigracyjnego – po Szczenięcych latach i Zielu na kraterze (1957) w 1958 opublikowano Na tropach Smętka i Monte Cassino, w 1959 Westerplatte i Hubalczyków, obie wyjęte z niewydanego w całości Września żagwiącego, a w 1960 Tworzywo. Wydania krajowe tych książek często były okrojone przez cenzurę, usuwano zwłaszcza fragmenty o agresji Związku Radzieckiego na Polskę w 1939, wywózkach Polaków na Syberię i terrorze stalinowskim. Z wydanego w ten sposób Monte Cassino usunięto niemal cały pierwszy tom. Dużo przedwojennych i emigracyjnych książek pisarza w ogóle nie miało szans na publikację w PRL. Należały do nich np. Szpital w Cichiniczach, Sztafeta, czy Dzieje rodziny Korzeniewskich. Wańkowicz wydawał w PRL też nowe pozycje, np. wspomnieniowe Tędy i owędy (1961), studium reportażu Prosto od krowy (1965), chociaż często były one oparte na wcześniejszych dziełach lub stanowiły kompilacje wcześniejszych tekstów, jak np. Walczący Gryf (1964).
Wańkowiczów w Polsce odwiedzała córka Marta, sam Wańkowicz często wyjeżdżał do USA i innych krajów, zbierając tam materiały do swoich książek – jako obywatel amerykański mógł podróżować swobodnie: nie dotyczyły go restrykcje paszportowe, z jakim musieli się zmagać inni twórcy mieszkający w PRL. Dłuższą podróż po Ameryce odbył w okresie od grudnia 1960 do stycznia 1962, odwiedził wtedy Hartford Foundation w USA, Meksyk, Stanford Palo Alto w Kalifornii i Waszyngton, w 1963 przebywał w Wiedniu.

### List 34. Oskarżenie o współpracę z Radiem Wolna Europa. Aresztowanie i proces
W 1964 Wańkowicz stał się bohaterem jednej z najgłośniejszych spraw w historii sądownictwa PRL – z powodów politycznych został postawiony przed sądem i na kilka tygodni uwięziony. Pośrednią przyczyną było podpisanie przez pisarza w marcu 1964 tzw. Listu 34, w którym 34 wybitnych pisarzy i intelektualistów (oprócz Wańkowicza m.in. Jerzy Andrzejewski, Maria Dąbrowska, Paweł Jasienica, Mieczysław Jastrun, Stefan Kisielewski, Antoni Słonimski, Władysław Tatarkiewicz, Jerzy Turowicz) protestowało przeciwko ograniczeniom przydziału papieru na druk książek i czasopism i zaostrzeniu cenzury. Ponieważ list został odczytany w Radiu Wolna Europa i był szeroko komentowany w prasie zachodniej, wielu jego sygnatariuszy spotkały represje w postaci odmowy wydania paszportu czy ograniczenia możliwości publikacji.
W rozpowszechnieniu treści Listu 34 Wańkowicz odegrał szczególną rolę – według relacji Jana Nowaka-Jeziorańskiego, ówczesnego dyrektora Radia Wolna Europa, o proteście pisarzy dowiedział się od samego Wańkowicza, który poinformował go o nim w liście przekazanym przez pewną kobietę, wracającą z Warszawy do Niemiec 26 marca 1964. Bezpośrednim powodem aresztowania pisarza było jednak przesłanie przez niego do córki w Stanach Zjednoczonych, do wykorzystania przez Wolną Europę i inne rozgłośnie zachodnie, innego dokumentu – przemówienia-memoriału zatytułowanego „Projekt przemówienia J.A. (względnie substrat dla kolejnych przemówień 4–5 mówców)”, w którym negatywnie ustosunkowywał się do rzeczywistości PRL. O otrzymaniu tego dokumentu tak pisał Nowak-Jeziorański:

Niewygłoszone przemówienie [Wańkowicz] wysłał przez ambasadę USA pocztą dyplomatyczną do swojej córki, Marty Erdman, w Waszyngtonie, z poleceniem, by przekazała go Wolnej Europie. Dostałem tylko fragment na pięciu stronach z instrukcją, by broń Boże nie nadawać go w jednym kawałku. Zastosowałem się do niej skrupulatnie. Kilka najcenniejszych wątków wplecionych zostało do „Panoramy” i do „Faktów”.

Przekazany przez pocztę dyplomatyczną ambasady amerykańskiej memoriał został przechwycony przez peerelowską Służbę Bezpieczeństwa, która go sfotografowała; po analizie grafologicznej i porównaniu jego zawartości z treścią audycji Wolnej Europy wyżsi funkcjonariusze w Ministerstwie Spraw Wewnętrznych zadecydowali o aresztowaniu Wańkowicza pod zarzutem współpracy z Radiem Wolna Europa.
Melchior Wańkowicz został aresztowany w swoim mieszkaniu 5 października 1964. W mieszkaniu przeprowadzono rewizję – zabrano m.in. prywatną korespondencję pisarza i jego maszynę do pisania. Następnie przewieziono go do gmachu Prokuratury Generalnej, a później do Komendy Stołecznej Milicji Obywatelskiej w Pałacu Mostowskich w Warszawie, gdzie Wańkowicz spędził 5 tygodni w areszcie tymczasowym. Ze względu na znaczenie w życiu publicznym i wiek (pisarz w momencie aresztowania miał 72 lata) w areszcie przebywał w warunkach lepszych niż inni osadzeni: miał oddzielny pokój z łóżkiem i pościelą, a żona mogła mu przynosić paczki żywnościowe; z drugiej strony w pokoju cały czas przebywało dwóch milicjantów, a w dzień i w nocy paliło się ostre światło nieosłoniętej żarówki. Na ofertę pomocy ambasady amerykańskiej Wańkowicz odpowiedział odmownie.
Proces Wańkowicza rozpoczął się 26 października przed Sądem Wojewódzkim w Warszawie. Pisarza oskarżono z art. 23 tzw. małego kodeksu karnego o „rozpowszechnianie fałszywych wiadomości” o Państwie Polskim i jego organach. W pierwszym dniu rozprawę odroczono, zaraz potem pisarz na własną prośbę odbył rozmowę z Mieczysławem Moczarem.   Rozmowa trwała ponad trzy godziny. Jak oświadczył sam pisarz spotkanie "odbyło się w atmosferze bardzo miłej. Ja wreszcie zrozumiałem, że nareszcie ktoś mówi z pisarzem ludzkim językiem. Na mnie wpłynęła rozmowa z gen. Moczarem i ja nastawiłem się na współpracę". Natomiast w liście do M. Moczara pisarz stwierdzał :

Mówił Pan ze mną w sposób budzący zaufanie. (...) (...) list piszę wobec Jego zarzutu, że jestem wrogiem systemu panującego w Polsce. Daj Boże temu systemowi więcej takich wrogów. (...) Dlatego przesyłam moje przemówienie w sądzie i, jako zadośćuczynienie za zarzut, który mi Pan postawił – proszę o przeczytanie przemówienia. Sądzę, że da to zrozumienie, jak mnie wpędzono w tę bezsensowną sytuację – wroga Polski Ludowej!".

3 listopada sprawę wznowiono. Na salę wpuszczono tylko ograniczoną liczbę osób, zagraniczni korespondenci nie mieli prawa wstępu. Wśród zeznających świadków byli też pisarze: Bohdan Czeszko, Igor Newerly, Kazimierz Koźniewski, którzy opowiadali o twórczości i poglądach pisarza. Postawa samego Wańkowicza wobec oskarżenia nie była jednoznaczna: z jednej strony przyznał się do napisania memoriału „Projekt przemówienia J.A.” (ale nie do winy), z drugiej strony zaprzeczał związkom z Radiem Wolna Europa (co nie było prawdą); w geście swoistej samokrytyki jeszcze przed aresztowaniem (23 lipca) zrzekł się nawet obywatelstwa amerykańskiego i poprosił o przywrócenie polskiego z dniem 22 lipca 1964. W dwuipółgodzinnym przemówieniu na procesie podkreślał, że lojalność wobec władz nie może wyłączać prawa do krytyki, jego obrońcy wskazywali na brak dowodów na to, że memoriał Wańkowicza został wykorzystany przez Radio Wolna Europa. O linii obrony przyjętej przez Wańkowicza na procesie tak pisał Jan Nowak-Jeziorański:

Wańkowicz oskarżony został o dostarczenie swojego przemówienia Wolnej Europie [...] Ogłosiliśmy z miejsca zaprzeczenie. To samo zrobiła Erdmanowa [...] Wańkowicz na rozprawie zachowywał się butnie i wyparł się wszystkiego [...] Wańkowicz bronił się argumentem, że co najmniej dwie kopie tego niewygłoszonego przemówienia krążyły po Warszawie, więc nie ponosi odpowiedzialności, jeśli jeden z nich trafił do Wolnej Europy. Wskazywał ponadto, że najbardziej antyrządowe fragmenty nie zostały przez nas powtórzone, co świadczy o tym, że nie mieliśmy w ręku całości [...] Jak już wspomniano, w sądzie przytaczano cytaty, które nigdy nie były przez nas nadane.

Ostatecznie pisarz 10 listopada został skazany na 3 lata więzienia, co było minimalnym wymiarem kary za zarzucane mu „przestępstwo”, skrócone w ramach amnestii do półtora roku.
Wańkowicz, który został zwolniony z aresztu natychmiast po ogłoszeniu wyroku (10 listopada), nie zamierzał składać apelacji. O swoim zamyśle przyjęcia wyroku powiadomił nawet w liście ówczesnego I sekretarza PZPR Władysława Gomułkę, z którym spotkał się 8 stycznia 1965 (przebieg spotkania i temat rozmowy nie są znane). Po Warszawie krążyły nawet (niepotwierdzone przez wiarygodne źródła) plotki, „jakoby [Wańkowicz] ze szczoteczką do zębów i ciepłymi gaciami w teczce parokrotnie stukał do drzwi więzienia na Rakowieckiej”, chcąc koniecznie odsiedzieć wyrok. Sprawa nagle stała się niewygodna dla władz – proces i wyrok, przeciwko którym protestowało wiele środowisk w kraju i za granicą, zamiast dać nauczkę niepokornemu pisarzowi, przysporzyły mu w społeczeństwie wiele sympatii. W końcu władze nie zdecydowały się na wykonanie kary i pisarz nie trafił do więzienia. Ostatecznie Wańkowicz został oczyszczony z wszelkich zarzutów w procesie rehabilitacyjnym, który odbył się już po transformacji ustrojowej, 16 lat po śmierci pisarza – 16 marca 1990.

### Schyłek epoki gomułkowskiej
Uwolnienie i „przywrócenie do łask” Wańkowicza (po rozmowie z Gomułką mógł znowu publikować w czasopismach i wydawać swoje książki) nie oznaczało końca zainteresowania Służby Bezpieczeństwa pisarzem. Do końca życia był inwigilowany, raporty na jego temat pisali tajni współpracownicy z jego otoczenia, nierzadko pisarze. Do agentów donoszących na pisarza należał m.in. Kazimierz Koźniewski, który był też świadkiem na procesie Wańkowicza i zeznawał o kontaktach pisarza z Radiem Wolna Europa i pisarzem Tadeuszem Nowakowskim, redaktorem tego radia. Koźniewski współpracował z SB jako TW „33”; donosił nie tylko na Wańkowicza, ale na całe środowisko literackie. Wańkowicz od czasu procesu zdawał sobie sprawę, jaką rolę Koźniewski odgrywa w jego życiu; o współpracę ze Służbą Bezpieczeństwa posądzał też innych przyjaciół. Czasami jego postępowanie wzbudzało przy tym kontrowersje w środowisku pisarskim, jak np. incydent w 1970 z umierającym Pawłem Jasienicą. O wydarzeniu tym Aleksander Małachowski tak napisał w przedmowie do Ziela na kraterze:

Ongi Gomułka oszkalował Pawła Jasienicę, gdy ten sprzeciwił się władzy i coś przykrego dla niej powiedział na zebraniu literatów w marcu 1968 roku. Tow. Wiesław zarzucił wielkiemu pisarzowi, że poszedł na współpracę z UB, a przedtem mordował u Łupaszki, w jego słynnej „bandzie”. Wańkowiczowi ta sprawa nie dawała spokoju [...] Postanowił: zapytam samego Pawła [...] Poszedł do konającego Jasienicy i dręczył go pytaniami: „Strzelałeś czy nie, donosiłeś na UB czy nie?” Zgroza.

W drugiej połowie lat 60. wydano kolejne tomy esejów z twórczości Wańkowicza: Prosto od krowy (1965), Zupę na gwoździu (1967) i przede wszystkim poświęconą Stanom Zjednoczonym trylogię W ślady Kolumba, na którą złożyły się zbiory reportaży Atlantyk – Pacyfik (1967), Królik i oceany (1968) i W pępku Ameryki (1969) – wyraz sięgającej wielu lat wstecz fascynacji pisarza Ameryką. W 1969 ukazały się też dwie książki oparte na jego wcześniejszych dziełach – Szkice spod Monte Cassino, będące skrótem Bitwy pod Monte Cassino i peerelowskiego Monte Cassino, i Od Stołpców po Kair, w których wykorzystał m.in. materiały z powieści Drogą do Urzędowa.
20 maja 1969 zmarła żona pisarza Zofia Wańkowiczowa; trzy lata wcześniej, w 1966, małżonkowie obchodzili złote gody. Z najbliższej rodziny pisarza pozostała tylko jego córka Marta Erdman, która czasami odwiedzała go w Polsce, i jej córka (wnuczka Melchiora) Anna Krystyna, która w 1970 przyjechała ze Stanów Zjednoczonych, aby studiować w Warszawie medycynę.

### Ostatnie lata.Karafka La Fontaine’a
Wańkowicz do ostatnich lat życia czynnie uczestniczył w życiu literackim i społecznym; występował też w radiu i telewizji. W 1971 w III programie Polskiego Radia nagrano z nim 13 audycji z cyklu „Pisarz miesiąca”. W tym samym roku Jerzy Passendorfer zrealizował 7-odcinkowy program telewizyjny o Monte Cassino (wyemitowano tylko jeden odcinek), a w 1972 Wańkowicz wygłosił w telewizji siedem pogadanek pt. „Jacy jesteśmy, Polacy”. W tym samym roku pisarz obchodził 80-lecie urodzin; z tej okazji w Polsce ogłoszono Rok Wańkowicza. Wydawnictwo Interpress wydało w języku polskim, angielskim i francuskim pierwszą biografię pisarza, a sam twórca opracował tom Przez cztery klimaty, będący wyborem jego publicystyki z czterech epok, w których żył: czasów carskich, II Rzeczypospolitej, emigracji i PRL. W następnym roku (1973) Krzysztof Kąkolewski wydał książkę Wańkowicz krzepi – wywiad-rzekę z pisarzem, oparty na swoich wcześniejszych rozmowach z pisarzem, które przeprowadził i opublikował na początku lat 70. w tygodniku „Literatura”. Ostatnim chronologicznie dziełem pisarza, wydanym już po śmierci, w latach 1980–1981, była Anoda i katoda – składający się z dwóch tomów, zatytułowanych Było to dawno i Międzyeopoka, zbiór wspomnień, felietonów i reportaży z życia pisarza, uzupełniony o ostatnie przeprowadzone z nim wywiady.

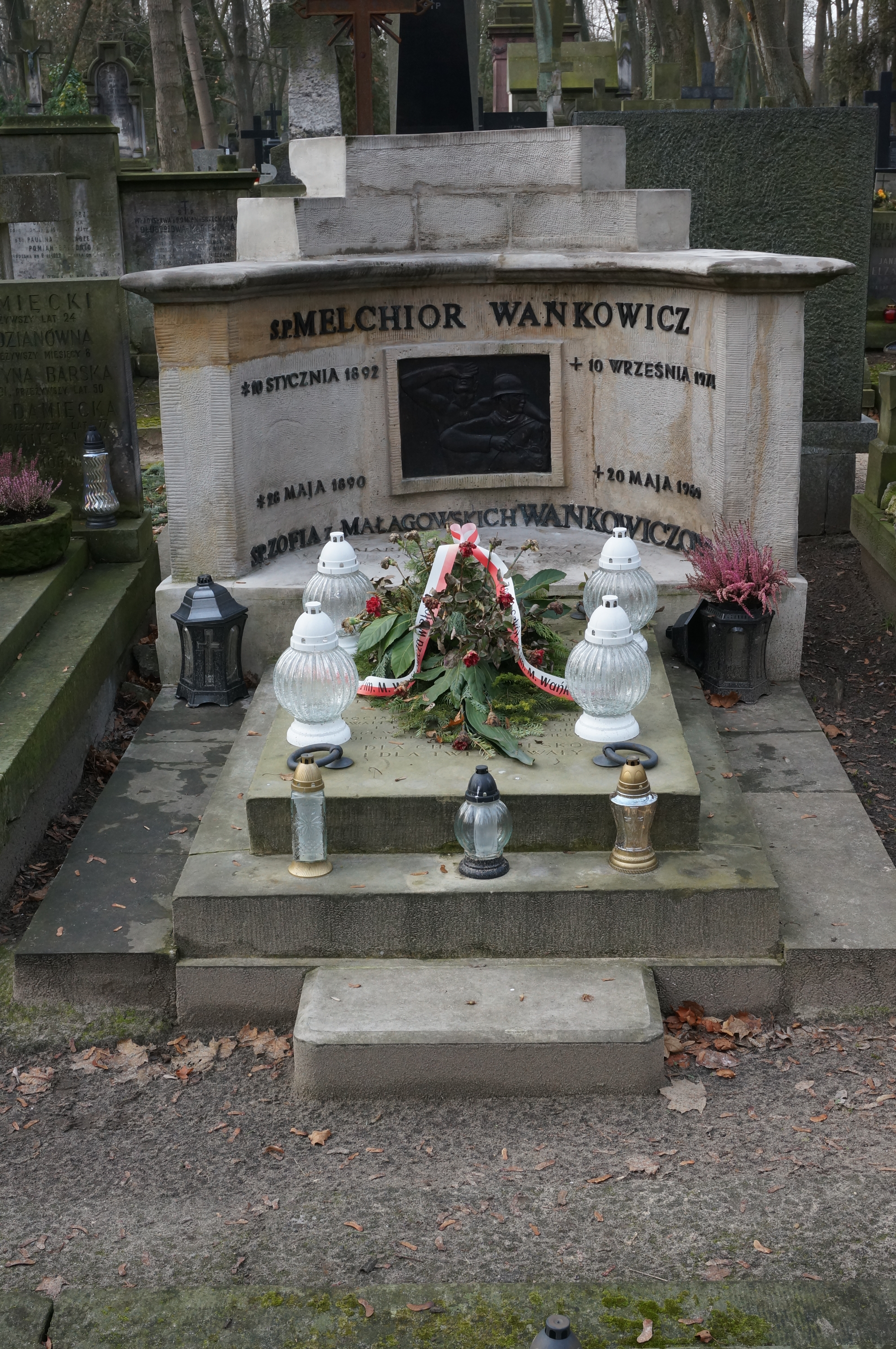
Grób Melchiora Wańkowicza na cmentarzu Powązkowskim

Ostatnim wielkim dziełem Melchiora Wańkowicza, stanowiącym podsumowanie jego pracy pisarskiej, a jednocześnie całkiem innym od pozostałej twórczości, była Karafka La Fontaine’a, której pierwszy tom ukazał się w roku 1972, a drugi już po śmierci pisarza, w roku 1981. Karafka..., najobszerniejsze dzieło pisarza (dwa tomy liczą łącznie nieomal 1500 stron), jest przykładem metaliteratury – Wańkowicz opowiedział w niej o swojej pracy i warsztacie pisarskim, o sztuce pisania, a w szczególności o sztuce reportażu. Tytuł książki pochodzi od anegdoty o francuskim bajkopisarzu Jeanie de La Fontaine, którego poproszono kiedyś w gospodzie o rozstrzygnięcie sporu, jakiego koloru są promienie słoneczne odbijające się w stojącej na stole kryształowej karafce z winem. Jeden z gości siedzących przy stole twierdził, że są czerwone, drugi, że niebieskie, a trzeci, że różowe. La Fontaine obszedł stół dookoła i stwierdził, że wszyscy z biesiadników mają rację – zależy, z której strony się patrzy, ponieważ promienie słoneczne załamują się w karafce, dając różne kolory.
Podobnie jak wiele innych dzieł Wańkowicza, Karafka La Fontaine’a nie mogła ukazać się w PRL w pełnej wersji – ingerencja cenzury spowodowała wykreślenie wielu jej fragmentów, dotyczących m.in. właśnie działalności Głównego Urzędu Kontroli Prasy, Publikacji i Widowisk.
W 1973, na rok przed śmiercią, Wańkowicz wyprowadził się z małego mieszkania przy ul. Puławskiej 10/35, w którym mieszkał od 1958, do wybudowanej przez siebie willi przy ul. Studenckiej 50. Wkrótce potem zdiagnozowano u niego nowotwór – rak wpustu i dna żołądka. W marcu 1974 przeszedł operację w Manchesterze w Wielkiej Brytanii; towarzyszyła mu jego sekretarka i asystentka Aleksandra Ziółkowska, której pisarz zapisał swoje archiwa i której zadedykował ostatnią swoją książkę z podziękowaniem za współpracę. W Londynie spotkał się z córką Martą, która przyjechała z USA, i starymi znajomymi z czasów emigracji, m.in. Stanisławem Gliwą, autorem opracowania graficznego Bitwy o Monte Cassino. Po powrocie do Polski wydawało się, że najgorsze minęło, jednak 8 września pisarz poczuł się źle. 9 września wieczorem, na sześć godzin przed zgonem, z zapaleniem płuc został przewieziony do lecznicy rządowej. Tam zmarł 10 września 1974 o godz. 4 nad ranem. Melchior Wańkowicz został pochowany 14 września na cmentarzu Powązkowskim w Warszawie (kwatera 186-3-4,5), po nabożeństwie żałobnym w archikatedrze św. Jana. Na prośbę samego Wańkowicza, według Aleksandra Małachowskiego wyrażoną na kilka dni przed śmiercią, Marta Erdman i przyjaciele odrzucili ofertę uroczystego pogrzebu na koszt państwa. Pogrzeb kościelny odbył się na koszt rodziny, uczestniczyli w nim m.in. ambasador Stanów Zjednoczonych i liczni pisarze.
W uznaniu zasług pisarza dla polskiego dziennikarstwa, w 1995 r. jego imieniem nazwano Wyższą Szkołę Dziennikarską im. Melchiora Wańkowicza w Warszawie.

## Cenzura PRL
Utwory Wańkowicza publikowane w PRL, jak również informacje na jego temat takie jak artykuły, recenzje, omówienia twórczości podlegały cenzurze. Tomasz Strzyżewski w swojej książce o peerelowskiej cenzurze publikuje notkę informacyjną z 13 września 1974 roku Głównego Urzędu Kontroli Prasy, Publikacji i Widowisk z wytycznymi dla cenzorów: „Wszelkie publikacje tyczące osoby i twórczości Melchiora Wańkowicza wykraczające poza sferę problematyki warsztatowo-literackiej (określające go jako człowieka wielkiej odwagi, polityka, działacza, bohatera narodowego, sumienie narodu itp.) należy wstrzymywać i sygnalizować kierownictwu GUKPPiW”.

## Charakterystyka pisarstwa Wańkowicza
Melchior Wańkowicz jest często określany mianem „ojca polskiego reportażu”, jego pisarstwo miało jednak o wiele bardziej złożony charakter. Dzieła Wańkowicza nie są jednorodne; jego prozę można podzielić na kilka rodzajów:
- literaturę pamiętnikarsko-wspomnieniową, często o charakterze gawędy, np. Szczenięce lata, Ziele na kraterze, Tędy i owędy
- reportaż historyczno-geograficzny, np. W kościołach Meksyku, Opierzona rewolucja, Na tropach Smętka; osobną podgrupę stanowi tu trylogia amerykańska Śladami Kolumba (Atlantyk – Pacyfik, Królik i oceany, W pępku Ameryki)
- reportaż wojenny, np. Wrzesień żagwiący, Bitwa o Monte Cassino
- felietonistykę i eseistykę, np. Zupa na gwoździu, Przez cztery klimaty, Karafka La Fontaine’a

Już przed wojną zauważono, że książki Wańkowicza nie poddają się zaklasyfikowaniu do określonego gatunku literackiego. Juliusz Kaden-Bandrowski napisał na przykład o książce Na tropach Smętka, że nie jest to ani nowela, ani powieść, ani sprawozdanie, ani typowy opis podróży, ani też nowy przyczynek do literatury podróżniczo-sportowej. Sam Wańkowicz uważał, że tworzy „literaturę faktu”, odżegnywał się od beletrystyki. W książce Od Stołpców po Kair tak pisał o różnicy pomiędzy tymi dwoma rodzajami literatury:

Powiedzmy, że taka jest między reporterem a beletrystą różnica, jak między malarzem a mozaikarzem. Pierwszy rozetrze sobie na palecie taki syntetyczny kolor, jaki chce, a reportażysta bierze kolor wprost z tubki. Albo ściślej – układa mozaikę faktologiczną. Musi tak długo szukać odpowiedniego kamyczka, aż go znajdzie.

Nie oznacza to, że Wańkowicz opisywał tylko prawdziwe wydarzenia – w jego książkach prawda często mieszała się z fikcją lub, opisując jednego bohatera, łączył w jego życiu wydarzenia, które faktycznie miały miejsce w życiorysach kilku osób. Tłumaczył to rozróżnieniem pomiędzy „prawdą literalną”, polegającą na prostym relacjonowaniu faktów, a „generalną” lub „syntetyczną”. Opowiadając Krzysztofowi Kąkolewskiemu o pisaniu Tworzywa, tak to wyjaśniał:

W pogoni za prawdą dosłowną musiałbym albo zajmować się losem każdego człowieka od początku do końca – na to trzeba całych tomów – albo też wziąć z każdego życia moment najciekawszy. Ale wówczas byłaby to siekanina, kilkadziesiąt niepołączonych ze sobą wątków. Byłaby to „prawda literalna”, ale nie byłoby w tym „prawdy generalnej” – o losie polskiego emigranta. Wobec tego wybieram z każdego życiorysu najbardziej odpowiadający kamyczek i szukam w następnym życiorysie o krok dalej.

W takim sposobie uprawniania reportażu Wańkowicz nie był odosobniony. Fakty z fikcją łączyli też np. Egon Erwin Kisch i Ryszard Kapuściński. Co wyróżnia Wańkowicza z tej trójki, to mistrzowskie opanowanie języka ojczystego, języka o kresowym rodowodzie, w którym uwielbiał wprowadzać neologizmy, jak „kundlizm”, „międzyepoka”, przywracać słowa zapomniane, jak w sloganie reklamowym „Cukier krzepi”, słowa gwarowe, dziecięce gaworzenie (np. w Zielu na kraterze). O języku Wańkowicza tak pisała Zenona Macużanka w „Nowych Książkach”:

Wańkowicz od początku był znany jako przewyborny nie tylko znawca języka polskiego i jego różnych bocznych dopływów, choćby gwary ludowej, kresowego bogactwa folkloru językowego, ale także jako smakosz wyrafinowany, który cieszy się wprost dziecinnie, jeśli wymyśli coś, co jeszcze nie jest oficjalnie zaklepane przez językoznawców, ale co jak ulał pasuje do sytuacji.

## Dzieła Melchiora Wańkowicza
Dzieła Melchiora Wańkowicza w porządku chronologicznym:
- Dlaczego żołnierz polski wkracza na Litwę i Białoruś (1919) – pod pseudonimem Jerzy Łużyc
- Moskal – twój wróg (1919) – ps. Jerzy Łużyc
- Jak naród sobą rządzi? Parlament i posłowie. Gabinet ministrów. Prezydent Państwa: Konstytucja i Sejm (1919)
- Strzępy epopei (1923)
- O małej Małgosi (1924) – opowiadanie dla dzieci
- Jak Kulusia żabki poznała (1925) – opowiadanie dla dzieci
- O Małgosi, świneczce, króliczku, muszce i o niegrzecznym piesku (1925) – opowiadanie dla dzieci
- Kaźń Mikołaja II oraz członków rodziny Romanowych (1925) – ps. Jerzy Łużyc
- Szpital w Cichiniczach (1926)
- W kościołach Meksyku (1927)
- Szczenięce lata (1934)
- Opierzona rewolucja (1934)
- Na tropach Smętka (1936)
- Judym w stopniu służbowym (1937)
- Mała Naścia ślepnie na jaglicę (1937)
- Wielka Niedźwiedzica świeci w oknie więzienia (1937)
- Okazało się, że kalam gniazdo (1937)
- COP (1937)
- Sztafeta (1939)
- Te pierwsze walki (1940) – miejsce wydania Bukareszt
- Z generałem Sosnkowskim (1940) – ps. Jerzy Łużyc, m. wyd. Bukareszt
- De Profundis (1943) – m. wyd. Tel Awiw
- Wrześniowym szlakiem (1943) – ps. Jerzy Łużyc, m. wyd. Jerozolima
- Dzieje rodziny Korzeniewskich (1944) – m. wyd. Nowy Jork i Rzym
- Bitwa o Monte Cassino (1945–1947) – m. wyd. Mediolan
- Monte Cassino (1945) – m. wyd. Edynburg
- Wrzesień żagwiący (1947) – m. wyd. Londyn
- Kundlizm (1947) – m. wyd. Rzym-Londyn
- Klub trzeciego miejsca (1949) – m. wyd. Paryż
- Ziele na kraterze (1950) – m. wyd. Nowy Jork
- Polacy i Ameryka (1952) – m. wyd. Londyn
- Tworzywo (1954) – m. wyd. Nowy Jork
- Było to pod Monte Cassino (1954) – m. wyd. Londyn
- Drogą do Urzędowa (1955) – m. wyd. Nowy Jork
- Monte Cassino (1959) – wydanie krajowe, okrojone
- Westerplatte (1959)
- Hubalczycy (1959)
- Tędy i owędy (1961)
- Walczący Gryf (1963)
- Prosto od krowy (1965)
- Jak mądry puchacz tańczył trojaka (1967) – opowiadanie dla dzieci
- Atlantyk – Pacyfik (1967)
- Zupa na gwoździu (1967)
- Królik i oceany (1968)
- Szkice spod Monte Cassino, tom 143 serii wydawniczej Omega (1969)
- W pępku Ameryki (1969)
- Od Stołpców po Kair (1969)
- Przez cztery klimaty (1972)
- Karafka La Fontaine’a, t. 1 (1972)
- Wojna i pióro (1974)
- Anoda i katoda (1980–1981) – pośmiertnie
- Karafka La Fontaine’a, t. 2 (1981) – pośmiertnie

Listy:
- Korespondencja (1993) – korespondencja z córką Krystyną
- King i Królik. Korespondencja Zofii i Melchiora Wańkowiczów 1914–1939 (2004)
- King i Królik. Korespondencja Zofii i Melchiora Wańkowiczów 1939–1968 (2004)
- Korespondencja 1951–1956 (1986) – korespondencja z Czesławem Miłoszem
- Listy 1945–1963 (2000) – korespondencja z Jerzym Giedroyciem

Dostępne audycje:
- Wańkowicz krzepi – https://web.archive.org/web/20130907101137/http://moje.polskieradio.pl/station/35/Wankowicz-krzepi

## Ordery i odznaczenia
- Krzyż Komandorski Orderu Odrodzenia Polski (11 listopada 1937)[95][96]
- Krzyż Niepodległości (13 kwietnia 1931)[97][98]
- Krzyż Oficerski Orderu Odrodzenia Polski (28 kwietnia 1926)[99]
- Krzyż Kawalerski Orderu Odrodzenia Polski (7 listopada 1925)[100]
- Krzyż Walecznych[101]
- Srebrny Wawrzyn Akademicki (7 listopada 1936)[102]
- Krzyż Pamiątkowy Monte Cassino nr 750 (1944)[103]

## Upamiętnienie
- Odsłonięta w 1995 tablica pamiątkowa na budynku przy ul. Puławskiej 10 (od strony ul. Rakowieckiej), w której w latach 1958–1973 mieszkał[104].
- Jego imię noszą ulice m.in. w Bydgoszczy, Ostrowie Wielkopolskim, Częstochowie, Jaworznie, Katowicach, Kleosinie, Koszalinie, Kościerzynie, Krakowie (Nowej Hucie), Libiążu, Olsztynie, Płocku, Poznaniu, Skierniewicach, Stalowej Woli, Wałbrzychu, Warszawie (Ursynowie), Wrocławiu, Bolesławcu i Jeleniej Górze.
- 12 października 2006 Zespołowi Szkół nr 1 w Błoniu nadano imię Melchiora Wańkowicza[105].
- Melchior Wańkowicz jest także patronem:
  - Prywatnego Liceum Ogólnokształcącego w Katowicach[106],
  - Wyższej Szkoły Dziennikarskiej w Warszawie,
  - Szkoły Podstawowej nr 58 w Łodzi,
  - Zespołu Szkół w Jerce,
  - Miejskiej Biblioteki Publicznej w Stalowej Woli,
  - Przystani Żeglarskiej w Osłonce.
  - Od 2023 do kanonu lektur maturalnych włączono utwór Tędy i owędy[107] (wybrany rozdział).
- Uchwałą Sejmu RP IX kadencji z 28 lipca 2023 zdecydowano o ustanowieniu roku 2024 „Rokiem Melchiora Wańkowicza”[108].